# جیسون اسکات لی
جیسون اسکات لی (انگلیسی: Jason Scott Lee) زاده ۱۹ نوامبر ۱۹۶۶ یک هنرپیشه رزمی‌کار اهل ایالات متحده آمریکا که بیشتر به خاطر بازی درنقش بروس لی در فیلم اژدها (۱۹۹۳) و نقش موگلی در فیلم کتاب جنگل (فیلم ۱۹۹۴) شناخته شده‌است.
لی در لس آنجلس به دنیا آمد. وی در هاوایی بزرگ شده و هم نژاد هاوایی و چینی دارد. او در دبیرستان پرل سیتی تحصیل کرد. لی در سال ۲۰۰۸ با دیانا لی ازدواج کرده‌است.

## گزیده بازیگری
- نقشه‌ای از قلب انسان (۱۹۹۳)
- اژدها: داستان بروس لی (۱۹۹۳)
- کتاب جنگل (فیلم ۱۹۹۴)
- راپا نوئی (۱۹۹۴)
- قتل در ذهن (۱۹۹۷)
- افسانه مومیایی (۱۹۹۸)
- سرباز (فیلم ۱۹۹۸)
- لیلو و استیچ (۲۰۰۲ - صدا پیشه)
- دراکولا ۲: معراج (۲۰۰۳)
- پلیس زمان ۲ (۲۰۰۳)
- دراکولا ۳: میراث (۲۰۰۵)
- خانه‌به‌دوش (فیلم ۲۰۰۵)
- رسالت رها شده (۲۰۰۵)
- تنها شجاعان (فیلم ۲۰۰۶)
- رقص اژدها (۲۰۰۸)
- ببر خیزان، اژدهای پنهان: شمشیر سرنوشت (۲۰۱۶)
- مولان (فیلم ۲۰۲۰)